# マタ・ハリ
マタ・ハリ（Mata Hari）ことマルハレータ・ヘールトロイダ・ゼレ（Margaretha Geertruida Zelle、1876年8月7日 - 1917年10月15日）は、フランスのパリを中心に活躍したオランダのダンサー、ストリッパー。
マタ・ハリは元はダンサーとしての芸名だったが、第一次世界大戦中にスパイ容疑でフランス軍に捕らえられ、有罪判決を受けて処刑されたことで、後世に女スパイの代名詞的存在となった。ただし、彼女のスパイとしての活動については不明確な部分が多い。

## 生涯
オランダフリースラント州・レーワルデンにて、アムステルダム生まれのアーダム・ゼレ（1840年10月2日 - 1910年3月10日）と、フリースラント出身の母アンチェ・ファン・デル・ムーレンの間にて、4人兄弟の長女として生まれる。後世に知られる東洋風の芸名である「マタ・ハリ」とは裏腹に、マレー系などの東洋系の血を引く祖先はいないとされている。父が石油産業への投資の成功や人気帽子店を経営していたことにより、一家は贅沢な暮らしができるほど裕福であった。唯一の娘ということもありマルハレータは父から溺愛され、何不自由無い生活を送り、13歳まで上級学校に通えた。
しかし、マルハレータの父が石油株投資に失敗すると事態は一変する。損失を借金で補填すると、その借金は雪だるま式に増えていき、1889年ついに破産。その後両親は離婚し、マルハレータを含め子供達はそれぞれ別の親戚の元へ引き取られる。母は1891年に亡くなった。父はアムステルダムにて、1893年2月9日にスサンナ・カタリーナ（Susanna Catharina ten Hoove, 1844年3月11日 - 1913年12月1日）と再婚した。
一家は離散し、マルハレータは自分の後見人であるHeer Visserを頼ってライデンに移住する。経済的独立に迫られ、同地にて幼稚園の教諭になるために勉強するも、学長が彼女と露骨に戯れるようになった。これにより気分を害した後見人の意見を学長が聞き入れ、学長も自身の保身からマルハレータを退学処分とする。わずか数か月後、彼女は叔父の家があるデン・ハーグに逃れている。
19歳の時、新聞に掲載された結婚相手募集の広告に応募し、21歳年上のオランダ軍将校ルドルフ・ジョン・マクラウドCampbell Rudolph (John) MacLeod (1856–1928)大尉と結婚する。出会いから僅か100日のことだった。結婚後は夫の仕事に伴い、駐留先のボルネオ、スマトラ、ジャワへ帯同し、一男一女を儲ける。しかし、元々愛のある結婚ではなく、若く派手好きなマルハレータとの価値観の不一致に加えて夫の女癖の悪さから、夫から暴力を日常的に受けるようになる。そして息子が亡くなったことで、夫婦仲は決裂し、結婚から7年後の1902年に、夫から一方的に離婚を言い渡される。娘は夫が引き取り、生涯再会することはなかった。元夫は別の女性と再婚した。
離婚したマルハレータはオランダへ帰国し、間もなく職を求めフランスのパリへ渡る。だが、なかなか恵まれた仕事に就く事が出来ず生活は困窮していく。ある日、友人のパーティーの余興で見よう見まねのジャワ舞踊を披露するとそれが受け、ダンサーの話が持ちかけられる。1905年、エキゾチックな容姿を活かし、「インドネシア・ジャワ島からやって来た王女」ないしは「インド寺院の踊り巫女」という触れ込みでダンサーとしてデビュー。「オリエンタル・スタイル」の舞踊を演じた。ショーは好評を博し、興行的にも成功を収めた。この成功を機にマルハレータの踊りは話題となっていく。最初は小さなサロンで少人数の客を相手に踊りを披露する程度であったが、やがて活動の場は欧州全土に広がり、遂にはイタリアのミラノ・スカラ座で公演を果たすなど、一躍人気ダンサーとなった。この頃から、より観客に受けるよう東洋的な「マタ・ハリ」の芸名を名乗り始める。なお「マタ・ハリ」とは、「太陽」あるいは「日の眼」を意味するムラユ語（マレー語またはインドネシア語）に由来する。

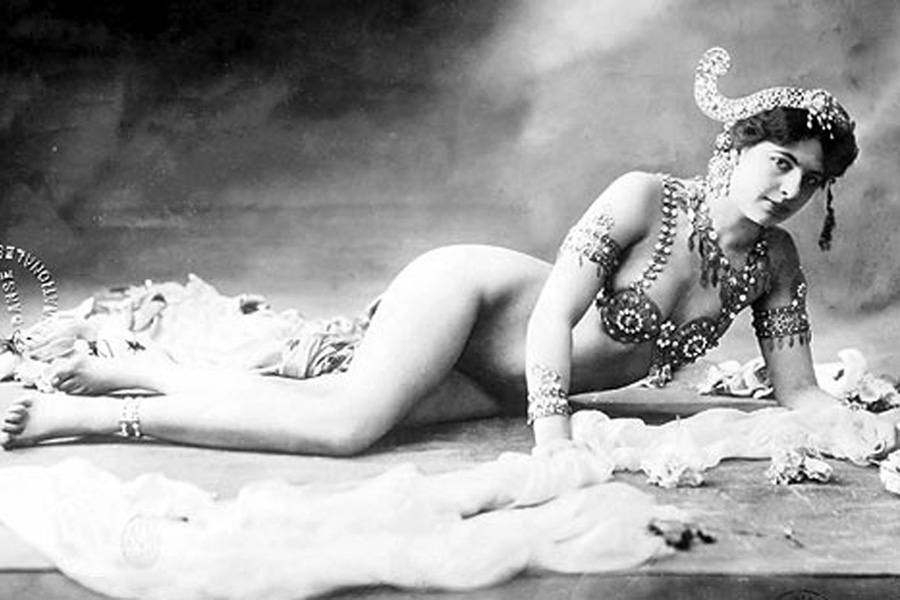
宝石とブラジャーを身に付けたマタ・ハリ（1906年）

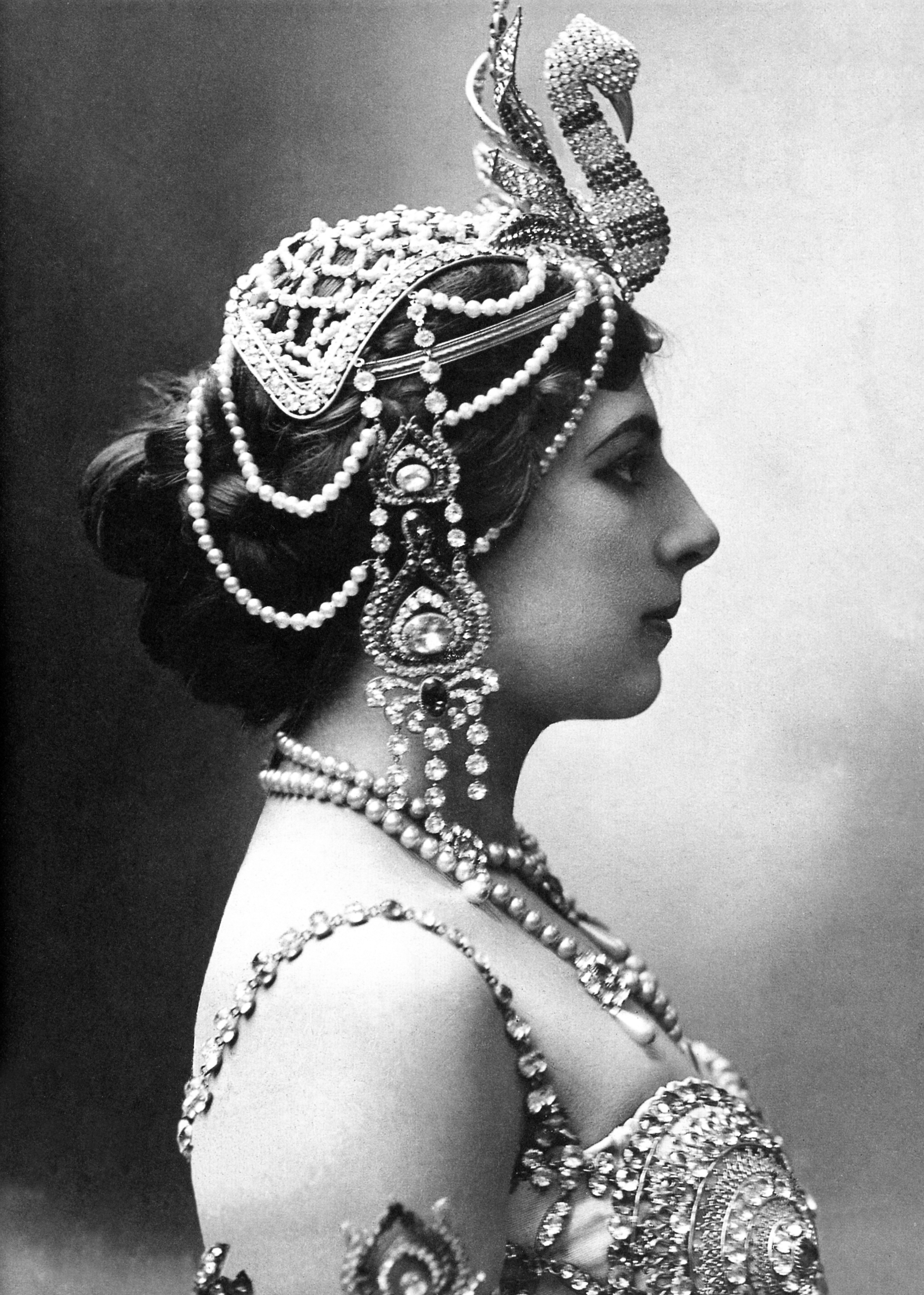
頭部に宝石を身に付けたマタ・ハリ（1910年）

彼女はまた、多くの高級士官あるいは政治家を相手とする高級娼婦でもあった。「マタ・ハリ」ことマルハレータは、数知れないほど多数のフランス軍将校あるいはドイツ軍将校とベッドを共にしたとされ、国際的な陰謀の道具となっていった。
1917年2月、彼女はフランスにおいて二重スパイとして第一次世界大戦で多くのドイツ人、およびフランス人兵士を死に至らしめたとの容疑で起訴された。その逮捕は、ドイツの在スペイン駐在武官がマタ・ハリを暗号名「H-21」なるドイツのスパイとした通信がフランスによって解読されたことからなされた。しかし、2017年に公開された情報によれば、マタ・ハリがフランス軍およびドイツ軍の諜報要員であったことは判明したが、彼女の諜報活動は非常に低質なものであり、フランス・ドイツのいずれの陣営に対しても有意義な情報をもたらしたという証拠は一つも見つからなかった。また、彼女の諜報活動が具体的にどのようなものであったかについても、報酬欲しさに功を奏しようとしたものが多く、具体性及び実効性は低かったことが判明している。
当時、戦況はフランスにとって不利であり、政府は戦争による甚大な被害の責任の所在を追及されていた。前年のソンムの戦いでも、膨大な損害を出しており、政府に対する国民の不満は頂点に達していた。そのため、フランス政府にとって全ての軍事上の失敗をマタ・ハリの責に帰することは大変好都合であり、輸送船がUボートに沈められたのも彼女の働きにされた。マスコミもフランス軍の作戦失敗及び大敗の原因をマタ・ハリに押し付けるように報じ、彼女をかばうことはなかった。フランス・ドイツの両国民も、かつてのスターだったマタ・ハリを売国奴として非難した。
大戦中の1917年7月24日、彼女は有罪となり死刑判決が下された。同年10月15日、サンラザール刑務所にて銃殺刑に処せられた。処刑前、マタ・ハリは泰然自若としており、気付けのラム酒一口は受けたものの、目隠しならびに木にくくりつけられることは拒絶したといわれている。

## 逸話
- 裁判や処刑については、さまざまな逸話がある。よく知られたものは、裁判の際は処刑を免れるため支援者より妊娠していると申告するよう勧められたが本人が拒否したというものである。他には、処刑の際に銃殺隊はマタ・ハリの美貌に惑わされないよう目隠しをしなければならなかった、銃殺の前兵士たちにキスを投げた、あるいは銃殺寸前にロング・コートをはだけられ、全裸で銃殺された、などの話もあるが、いずれも信憑性には疑問が残る。また、ピエール・ド・モリサックなる青年が銃殺隊に賄賂を送って銃には空砲が込められるように図られていたのに、実際には実弾が発射されてしまい、彼の企みは失敗したというものもあるが、実際にはありえないもので、プッチーニのオペラ『トスカ』にヒントを得た作り話と見られる。
- 『ブリタニカ百科事典』によれば、マタ・ハリはしばしばマルハレータ・ヘールトロイダ・マクラウドとも名乗り、舞台でも「レディー・マクラウド」と名乗っていたこともあったという。
- マタ・ハリの生家は美容院として使用されていたが、2013年10月19日に火災で焼失した[7]。

## マタ・ハリを題材にしたフィクション作品

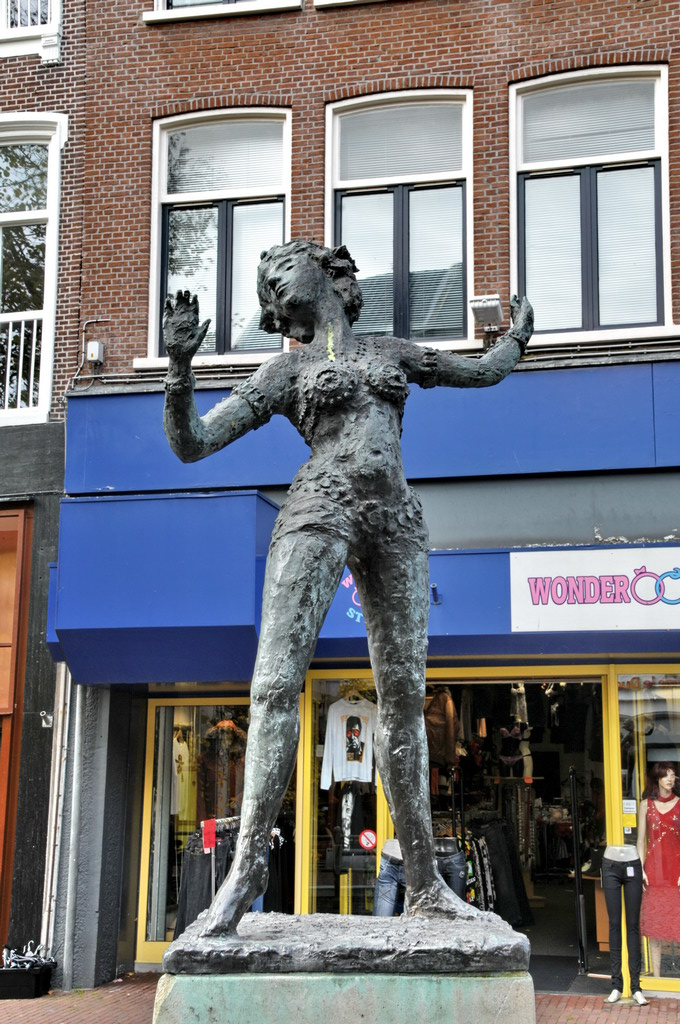
オランダにあるマタ・ハリの像

- 『マタ・ハリ』：1927年のドイツ映画。マグダ・ソーニャ主演。
- 『マタ・ハリ』：1931年のアメリカ映画。グレタ・ガルボ主演。
- 『間諜X27』：ガルボの『マタ・ハリ』と同じ1931年に製作されたマレーネ・ディートリヒ主演のアメリカ映画。ヒロインのモデルがマタ・ハリと言われている。
- 『007 カジノ・ロワイヤル』1967年の英米合作映画。ジェームズ・ボンドと恋愛をして娘（マタ・ボンド）を産んだ設定になっている。
- 『魔性の女スパイ』：1985年のアメリカ映画。シルビア・クリステル主演。
- 『インディ・ジョーンズ若き日の大冒険』：1992〜1993年に放送されていたアメリカのTVドラマ。1916年パリのエピソードで、主人公のインディとひかれあうドラマ展開がある。
- 『R.O.D -READ OR DIE-』：2001〜2002年に発売されたOVA。女エージェント、ナンシー幕張の正体が、マタ・ハリのクローンとされる
- 『Fate/Grand Order』：スマートフォンゲーム。登場するサーヴァントの1人。
- 『マタ・ハリ』：2016年韓国初演のミュージカル。オク・ジュヒョン等主演、リュ・ジョンハン、オム・ギジュン等出演。
- 『キングスマン:ファースト・エージェント』：2021年の英米合作映画。マタ・ハリは「闇の狂団（原語：The Shepherd's Flock）」の一員として世界に混乱を巻き起こす工作員という役割。演じたのはオーストリア人女優のヴァレリー・パフナー（英語版）。

## ギャラリー

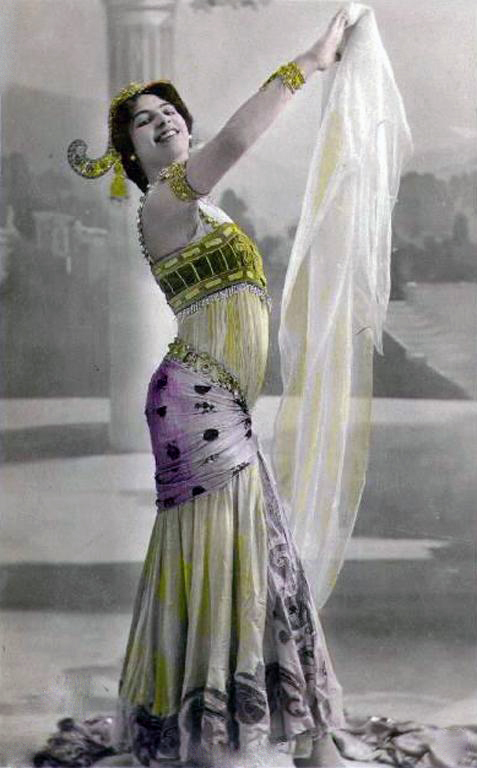
1906年
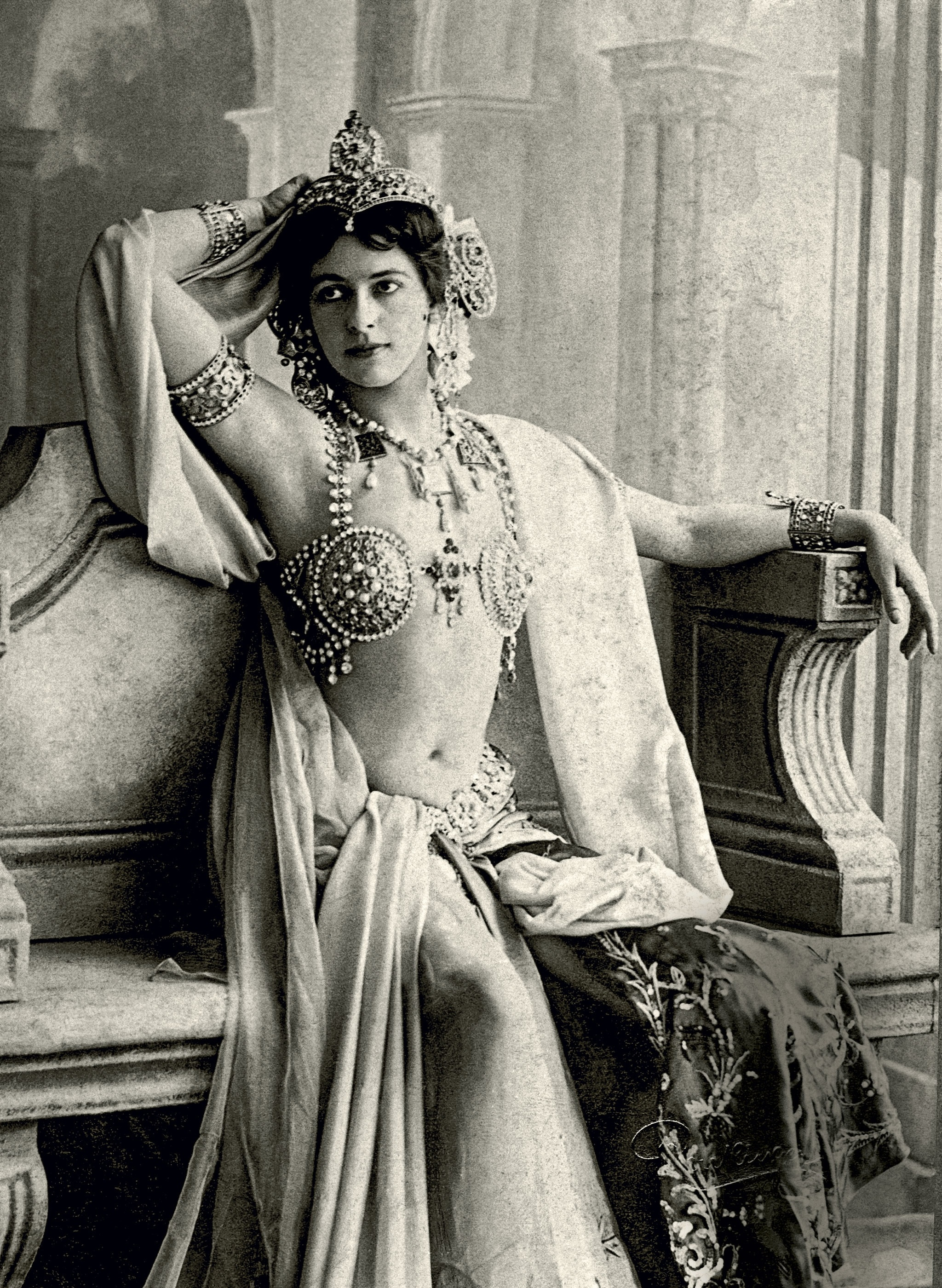
1906年
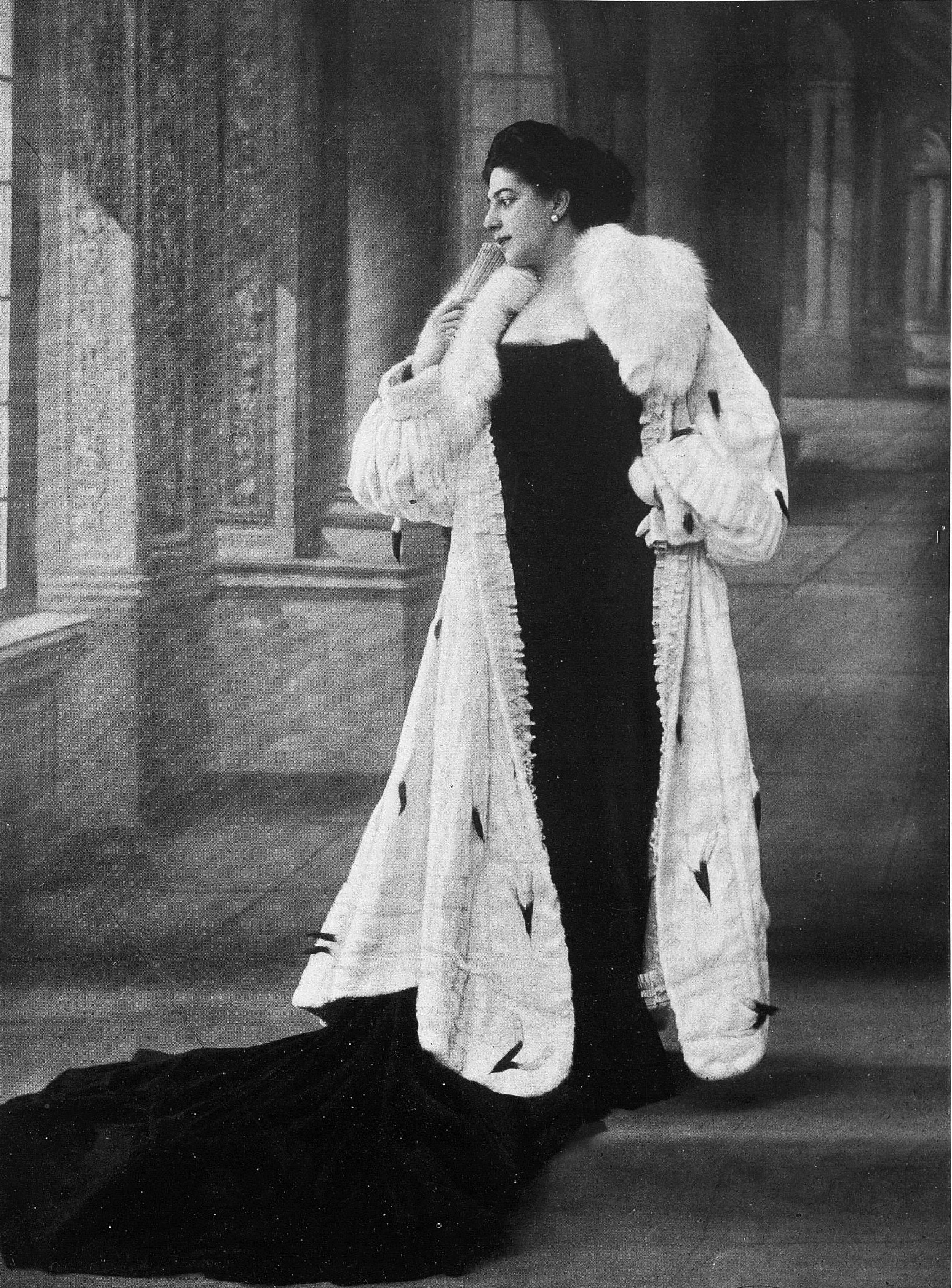
1908年
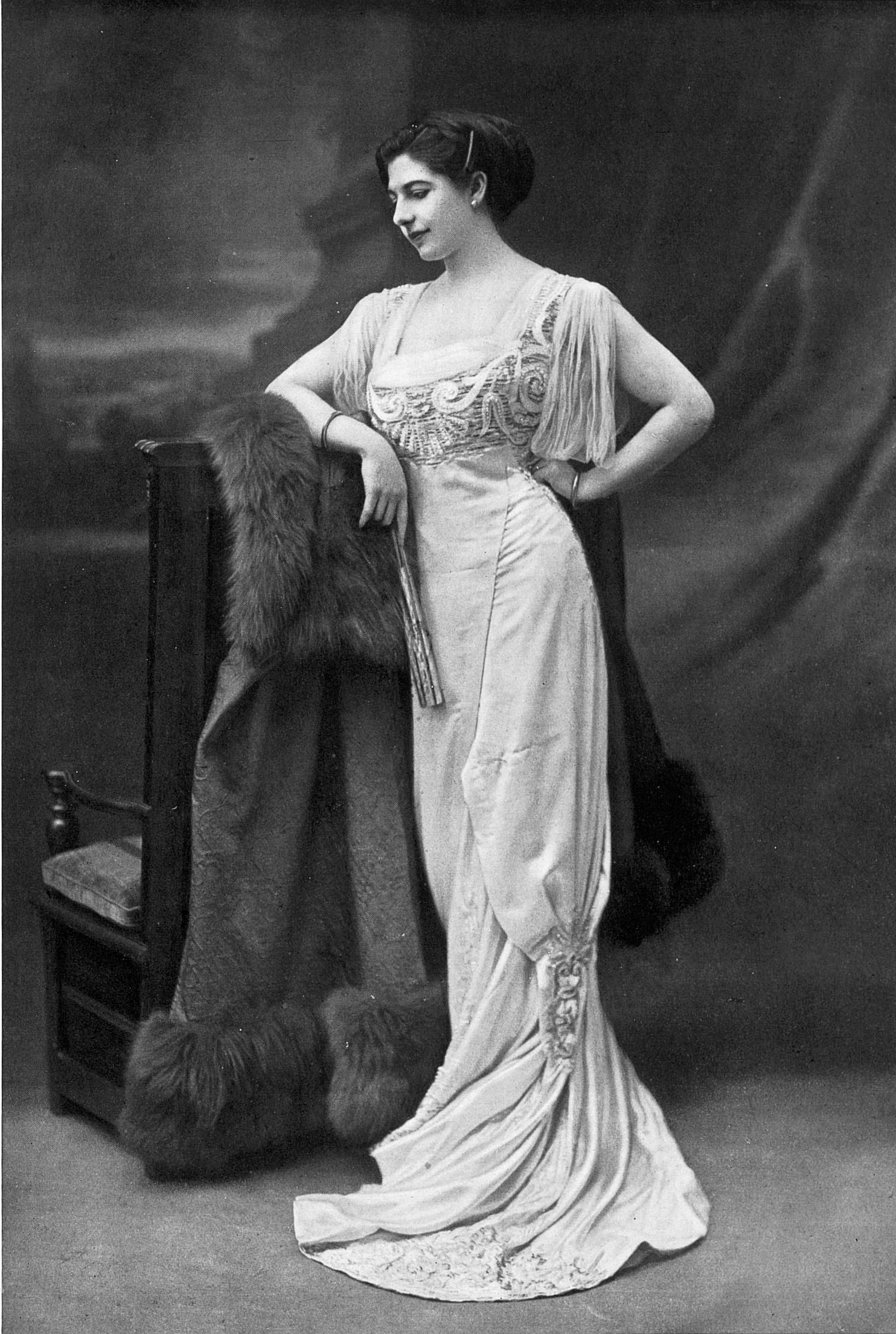
1910年
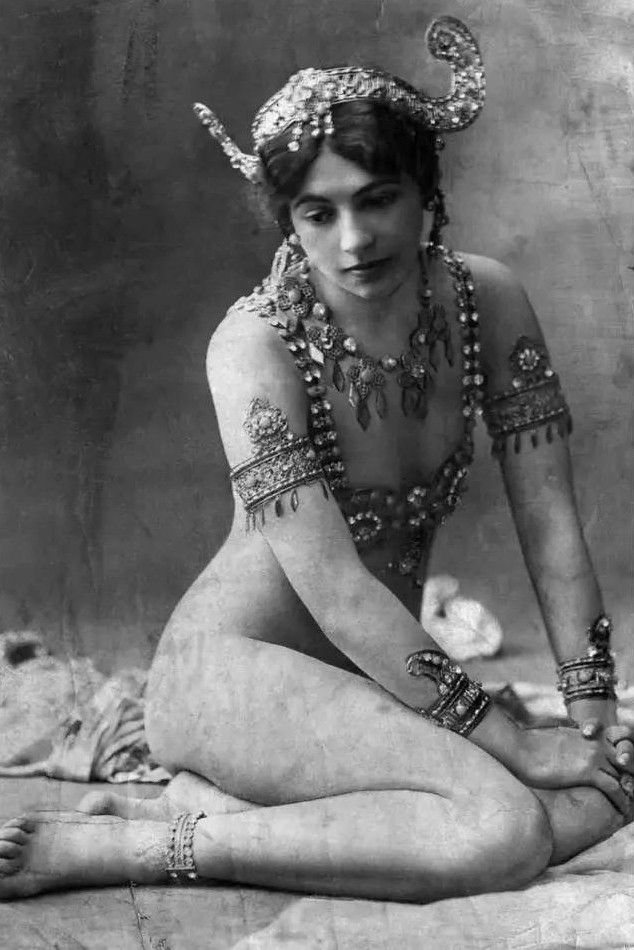
1910年
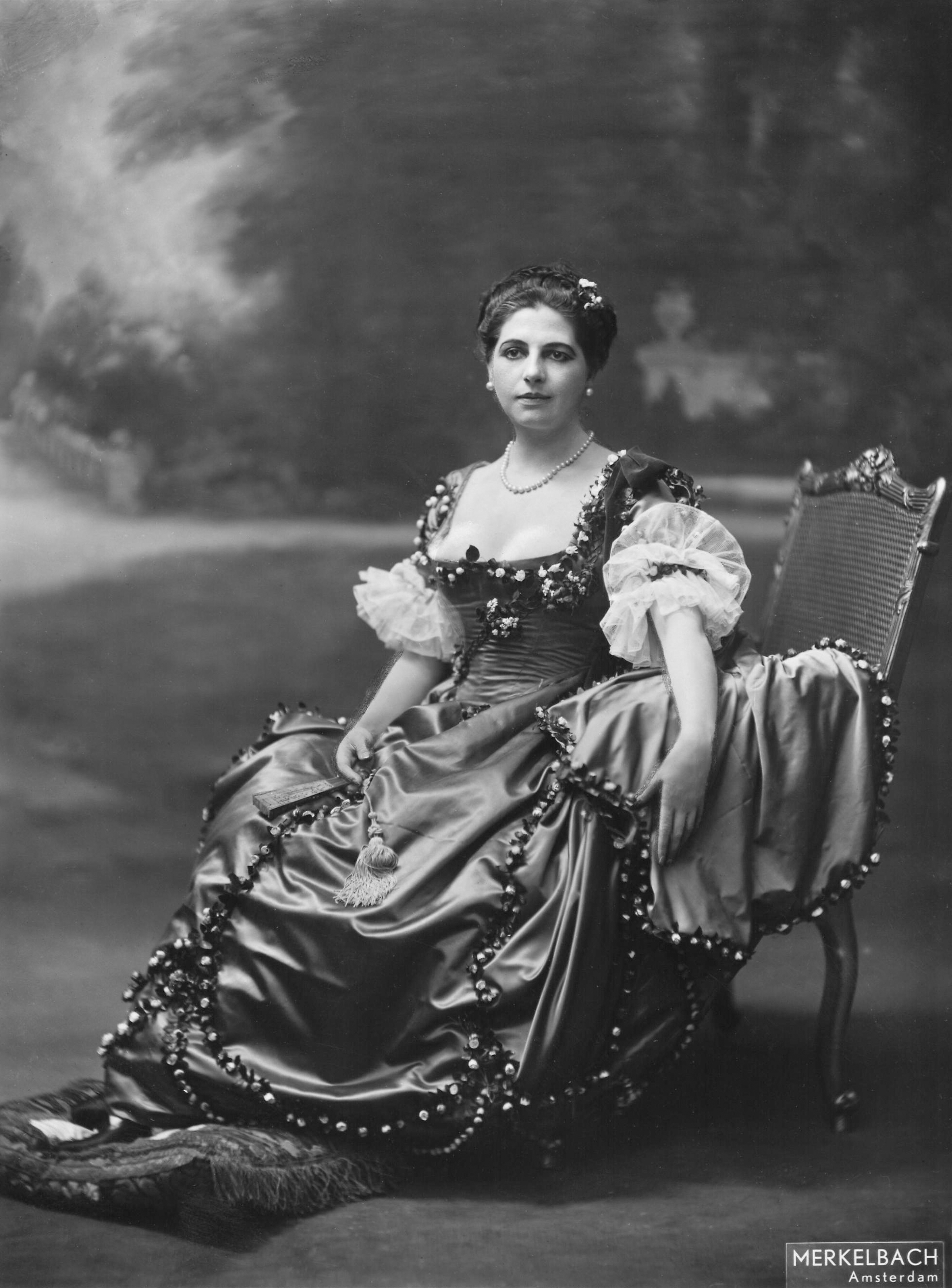
1915年

## 伝記
- マッシモ・グリッランディ『マタハリ』 秋本典子訳、中央公論社、1986年、中公文庫、1989年
- ジュリー・ホィールライト『危険な愛人マタハリ　今世紀最大の女スパイ』 野中邦子訳、平凡社「20世紀メモリアル」、1994年
- ラッセル・ウォーレン・ハウ『マタ・ハリ　抹殺された女スパイの謎』 高瀬素子訳、ハヤカワ文庫NF、1995年
- サム・ワーヘナー『マタ・ハリ伝　100年目の真実』 井上篤夫訳、えにし書房、2017年